# ホセ・マルティ国際空港
ホセ・マルティ国際空港（ホセ・マルティこくさいくうこう、スペイン語: Aeropuerto Internacional José Martí）は、キューバの首都ハバナにある国際空港。

## 概要
キューバ最大の国際空港で、キューバの国営航空会社クバーナ航空の本拠地である。空港名は、キューバの革命家ホセ・マルティにちなんでいる。

## アメリカ路線
2014年に合意したアメリカ合衆国とキューバ共和国の国交正常化交渉合意をもとに、
2016年2月16日 アメリカ運輸省（DOT）とキューバ航空当局（IACC）のアメリカからキューバへの定期便開設で合意。これにより米航空各社は、ハバナに1日20往復運航で合意、ハバナ以外のキューバ9都市に1日10往復ずつ、計90往復運航で合意した。
同年7月7日 DOTはハバナ就航申請8社に対し、路線開設を許可したと発表。
運航開始は2016年冬スケジュールからの予定 だが、実際には2019年現在、アメリカン航空やデルタ航空などが一時運休している。
- アメリカン航空 - マイアミ、シャーロット
- アラスカ航空 - ロサンゼルス
- デルタ航空 - ニューヨーク、アトランタ、マイアミ
- フロンティア航空 - マイアミ
- ジェットブルー - ニューヨーク、オーランド、フォートローダーデール
- サウスウエスト航空 - フォートローダーデール、タンパ
- スピリット航空 - フォートローダーデール
- ユナイテッド航空 - ニューヨーク(ニューアーク)、ヒューストン

| エアライン         | アメリカ側就航空港             | 便数（週） |
| ------------------ | ------------------------------ | ---------- |
| アメリカン航空     | マイアミ国際空港               | 28         |
| アメリカン航空     | シャーロット国際空港           | 7          |
| アラスカ航空       | ロサンゼルス国際空港           | 7          |
| サウスウエスト航空 | フォートローダーデール国際空港 | 14         |
| サウスウエスト航空 | タンパ国際空港                 | 7          |
| ジェットブルー     | ジョン・F・ケネディ国際空港    | 7          |
| ジェットブルー     | オーランド国際空港             | 7          |
| ジェットブルー     | フォートローダーデール国際空港 | 13         |
| スピリット航空     | フォートローダーデール国際空港 | 14         |
| デルタ航空         | ジョン・F・ケネディ国際空港    | 7          |
| デルタ航空         | アトランタ国際空港             | 7          |
| デルタ航空         | マイアミ国際空港               | 7          |
| フロンティア航空   | マイアミ国際空港               | 7          |
| ユナイテッド航空   | ニューアーク国際空港           | 7          |
| ユナイテッド航空   | ヒューストン国際空港           | 1          |

## ターミナル（就航航空会社）

### 国内線 ターミナル1
- アエロガビオータ （バラコーア、カジョ・ラルゴ・デル・スール、カジョ・サンタ・マリーア、カジョ・ココ、ナッソー、モンテゴベイ、オルギン、ヌエバ・ヘローナ、サンティアーゴ・デ・クーバ、トリニダ、ベラデーロ）
- クバーナ航空（バラコーア、バヤモ、カマグエイ、カジョ・ココ、カジョ・ラルゴ・デル・スール、シエゴ・デ・アビラ、シエンフエーゴス、グアンタナモ、オルギン、マンサニージョ、モア、ヌエバ・ヘローナ、サンタ・クララ、サンティアーゴ・デ・クーバ、ベラデーロ、ラス・トゥナス）
  - Cubana de Aviación 運航はAero Caribbean（カジョ・ココ、カジョ・ラルゴ・デル・スール、オルギン ）

### チャータ便 ターミナル2
- アメリカン航空（マイアミ）
  - アメリカン・イーグル航空（マイアミ）
- ユナイテッド航空（マイアミ）
  - ユナイテッド・エクスプレス 運航はシルバー・エアウェイズ（マイアミ）
- Sky King、Inc.（マイアミ、ニューヨーク）

### 国際線 ターミナル3
- アエロフロート・ロシア航空（モスクワ）
- エア・カナダ（トロント）

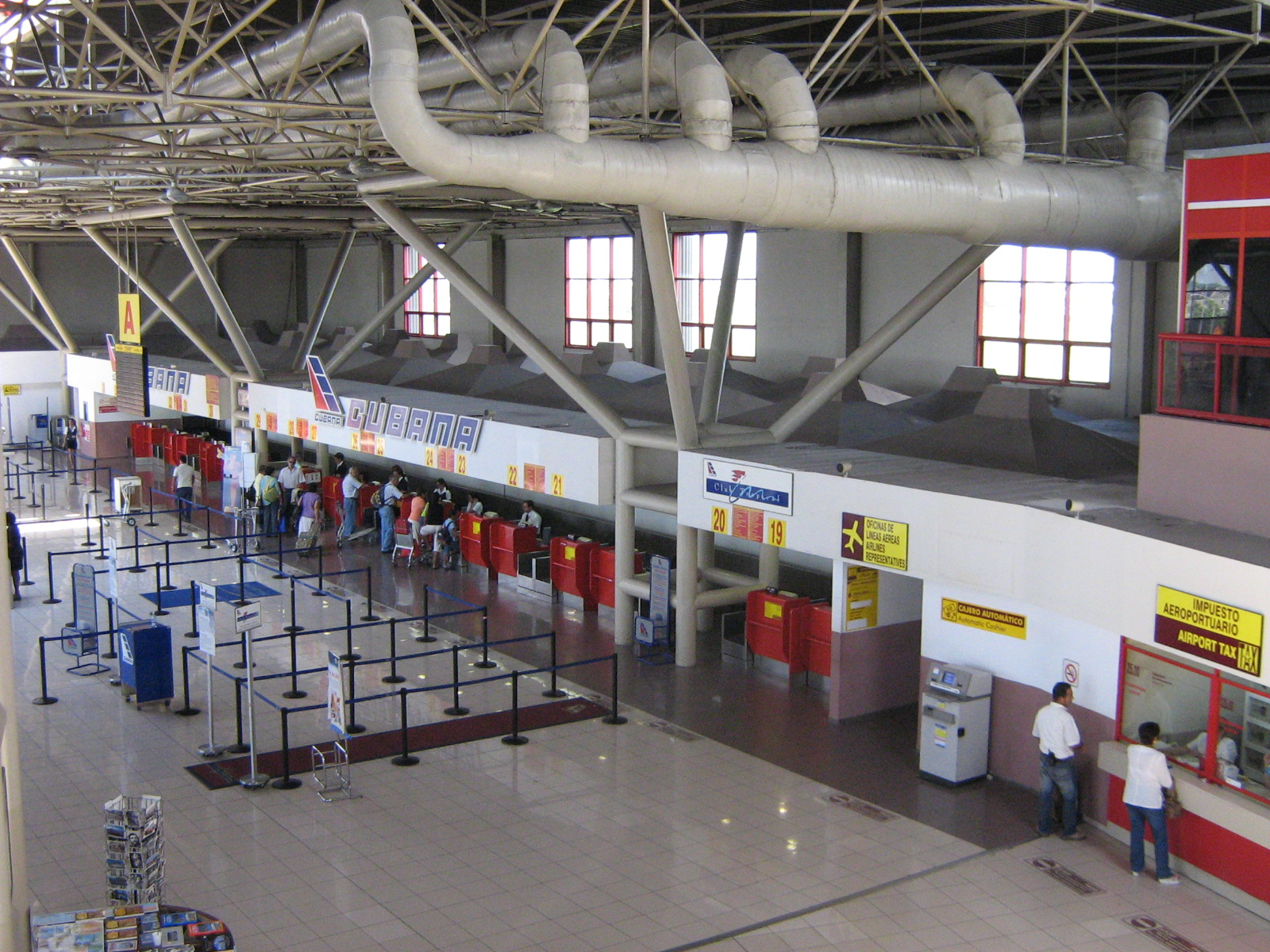
ターミナル3

- エア・カライベス（Fort-de-France、Pointe-à-Pitre）
- エア・コメット（マドリード）
- エールフランス（パリ（シャルル・ド・ゴール））
- エア・ヨーロッパ（マドリード）
- エア・ヨーロッパ・イタリア（Cancun、ミラノ、モンテゴベイ）
- エア・ジャマイカ（キングストン、モンテゴベイ）
- バハマスエア（ナッソー）、
- ブルーパノラマ航空（Cayo Largo Del Sur、ミラノ、ローマ、Santiago de Cuba）
- ケイマン航空（グランドケイマン）
- コンドル航空（フランクフルト）
- コパ航空（パナマ）
- コルセールフライ（パリ（オルリー））
- クバーナ航空（ボゴタ、ブエノスアイレス、カンクン、カラカス、コルドバ [季節運航]、グアテマラシティ、ロンドン (ガトウィック)、リスボン、マドリード、メキシコ・シティ、モントリオール、ナッソー、パリ（オルリー）、ロサリオ[季節運航]、サンホセ（CR）、サンティアゴ [季節運航]、サントドミンゴ、セントルシア、トロント）
- ダッチ・アンティル・エクスプレス（アルバ、キュラソー）
- イベリア航空（マドリード）
- ラン航空（サンティアゴ）
- リヴィングストン・エナジー・フライト （Holguin、ミラノ）
- マーティンエア（アムステルダム）
- メキシカーナ航空（カンクン、メキシコ・シティ）
- ネオス航空（ミラノ）
- TACA航空
  - LACSA（サンホセ（CR））
- TAM航空（サンパウロ）
- ヴァージン・アトランティック航空（ロンドン）
- 中国国際航空 (北京、モントリオール経由)

### アエロカリビアン ターミナル5
- アエロカリビアン（Holguin、Managua、Santiago de Cuba、Varadero）
- アエロタクシー（domestic flights）

### 貨物航空会社
- クバーナ航空カーゴ
- Copa Airlines Cargo
- DHLアビエーション
- Flair Airlines
- Líneas Aéreas Suramericanas
- Aero Caribbean cargo
- IBC Airways

## 事故
2018年5月18日正午過ぎ、ハバナ発オルギン行きクバーナ航空972便（ボーイング737-200型機、機体番号：XA-UHZ）が、当空港を離陸した直後に電線へ接触し墜落した。乗員乗客114人のうち111人が死亡、3人は重傷ながらも現地の病院へ搬送されたが、そのうち2人が亡くなり、最終的な生存者は1人だった。。